# Louis-Charles Fougeret de Monbron
Louis-Charles Fougeret de Monbron ( ili Montbron), (Peronni, 19. prosinca 1706. – 16. studenog 1760. Pariz) francuski pisac.

## Životopis
Veliki putnik, Fougeret de Monbron je iskoristio svoja putovanja po čitavoj Europi da bi napisao knjigu Le Cosmopolite ou le Citoyen du Monde (Kozmopolit ili Građanin svijeta). Ovo je izrečeno u maximi prenesenoj u poslovici: ”Svijet je vrst knjige, iz koje je iščitana samo jedna strana ako smo vidjeli samo našu domovinu.”
On je autor, između ostalog, La Henriade travestie (Berlin [Paris], 1745., in-12), djela koje je vjerojatno burleska koja je najviše kružila za vrijeme Prosvjetiteljstva, skoro doslovna parodija Voltairevog djela istog naslova.
Također je napisao dva pamfleta Préservatif contre l'anglomanie (1757.) i La Capitale des Gaules ou la Nouvelle Babylone (1759.),koji napadaju Englesku odnosno Pariz.
Preveo je djelo Johna Clelanda Fanny Hill, pod naslovom La Fille de Joie (1751.)
Također mu se pripisuju razvratne priče kao što su Le Canapé i Le Canapé couleur de feu (1741), odgovor Crebillonovoj Sopha, koja je tad kružila kao manuscript, i Margot la ravaudeuse (Krparka Margot), koja je inače datira u 1750., ali je vjerojatnije izadna 1753. poslije prvo neuspjelog izadanja 1748., knjiga uz koju je njegovo ime preostaje vezano.

## Recepcija
Za Denisa Diderota, on je “autor nekih pamfleta u kojima je puno mržnje i malo, veoma malo talenta.” Poslije ove prozivke je Diderot pripovijedio da mu se Fougeret de Montbron pokazao kao čovjek s “dlakavim srcem”, bešćutan, posebice oko jednog Lillyeva morceau pathétique kojeg je upravo čuo. Diderot zbog toga ne iznosi niti drugo mnijenje, ni drugu opažanje, nego samo iznenađen njegovom bešćutnošću dodaje: ”Drhtim, udaljavam se od tigra na dvije noge.”

## Djela
- La Henriade travestie (1745.)
- Margot la ravaudeuse (1750. odnosno. 1753.)
- Préservatif contre l’anglomanie (1757)
- La Capitale des Gaules ou la Nouvelle Babylone (1759.)

## Nova izdanja
- Le Cosmopolite ou le Citoyen du monde. Suivi de la Capitale des Gaules ou la Nouvelle Babylone, uvod napisao Raymonda Troussona, Brussel, Ducros, (1970.)
- Le Canapé couleur de feu : histoire galante, Toulouse, Ombres, 2000 ISBN 978-2-8414-2121-3
- Margot la ravaudeuse, Le Canapé couleur de feu (1741.), Hrsg. Catriona Seth, Paris, Le Monde et Classiques Garnier, (2010.)
- Le Cosmopolite ou le Citoyen du Monde, L’univers est une espèce de livre dont on n’a lu que la première page quand on n’a vu que son pays (1750.), Hrsg. Édouard Langille, Londres, Modern Humanities Research Association, (2010.) ISBN 978-1-9073-2204-4